# Joris Moutachy
Joris Moutachy (Orléans, 4 novembre 1997) è un calciatore francese, difensore dello Žalgiris.

## Carriera
Cresciuto nel settore giovanile dell'Orléans, squadra della sua città natale, e successivamente in quello del Troyes, debutta con la seconda squadra dell'ESTAC il 2 aprile 2016 nella sfida persa per 1-0 contro il Calais RUFC.
L'8 dicembre firma con l'Athlético Aix Marseille Provence, ma dopo solo una stagione, in cui gioca poco, ritorna all'Orléans
Nel maggio del 2020, firma il suo primo contratto da professionista con il Niort, militante in Ligue 2. Debutta tra i professionisti il 29 agosto 2020 contro il Chambly, sostituendo Guy-Marcelin Kilama all'83'. Nel settembre 2020, inizia a giocare come titolare nel ruolo di terzino destro.

## Statistiche

### Presenze e reti nei club
Statistiche aggiornate al 7 gennaio 2023.
| Stagione        | Squadra                          | Campionato      | Campionato | Campionato | Coppe nazionali | Coppe nazionali | Coppe nazionali | Coppe continentali | Coppe continentali | Coppe continentali | Altre coppe | Altre coppe | Altre coppe | Totale | Totale |
| Stagione        | Squadra                          | Comp            | Pres       | Reti       | Comp            | Pres            | Reti            | Comp               | Pres               | Retin              | Comp        | Pres        | Reti        | Pres   | Reti   |
| --------------- | -------------------------------- | --------------- | ---------- | ---------- | --------------- | --------------- | --------------- | ------------------ | ------------------ | ------------------ | ----------- | ----------- | ----------- | ------ | ------ |
| 2015-2016       | Troyes 2                         | CFA             | 4          | 0          |                 | -               | -               | -                  | -                  | -                  | -           | -           | -           | 4      | 0      |
| 2016-2017       | Troyes 2                         | CFA2            | 24         | 0          |                 | -               | -               | -                  | -                  | -                  | -           | -           | -           | 24     | 0      |
| 2017-gen. 2018  | Troyes 2                         | N3              | 8          | 0          |                 | -               | -               | -                  | -                  | -                  | -           | -           | -           | 8      | 0      |
| Totale Troyes 2 | Totale Troyes 2                  | Totale Troyes 2 | 36         | 0          |                 | -               | -               |                    | -                  | -                  |             | -           | -           | 36     | 0      |
| gen.-giu. 2018  | Athlético Aix Marseille Provence | N               | 4          | 0          |                 | -               | -               | -                  | -                  | -                  | -           | -           | -           | 4      | 0      |
| 2018-2019       | Orléans 2                        | N3              | 19         | 0          |                 | -               | -               | -                  | -                  | -                  | -           | -           | -           | 19     | 0      |
| 2019-2020       | Romorantin                       | N2              | 21         | 1          |                 | -               | -               | -                  | -                  | -                  | -           | -           | -           | 21     | 1      |
| 2020-2021       | Niort                            | L2              | 31+2       | 0          | CF              | 1               | 0               | -                  | -                  | -                  | -           | -           | -           | 34     | 0      |
| 2021-2022       | Niort                            | L2              | 29         | 0          | CF              | 0               | 0               | -                  | -                  | -                  | -           | -           | -           | 29     | 0      |
| 2022-2023       | Niort                            | L2              | 16         | 0          | CF              | 2               | 0               | -                  | -                  | -                  | -           | -           | -           | 18     | 0      |
| Totale Niort    | Totale Niort                     | Totale Niort    | 76+2       | 0          |                 | 3               | 0               |                    | -                  | -                  |             | -           | -           | 81     | 0      |
| Totale Carriera | Totale Carriera                  | Totale Carriera | 156+2      | 1          |                 | 3               | 0               |                    | -                  | -                  |             | -           | -           | 161    | 1      |